# Ligne de l'Heitersberg
La ligne de l'Heitersberg est une ligne de chemin de fer située en Suisse. Elle porte le numéro 650.1 dans la liste des numéros de profils des lignes ferroviaires en Suisse.